# Nepra Vallis
La Nepra Vallis è una struttura geologica della superficie di Venere.